# Kneph

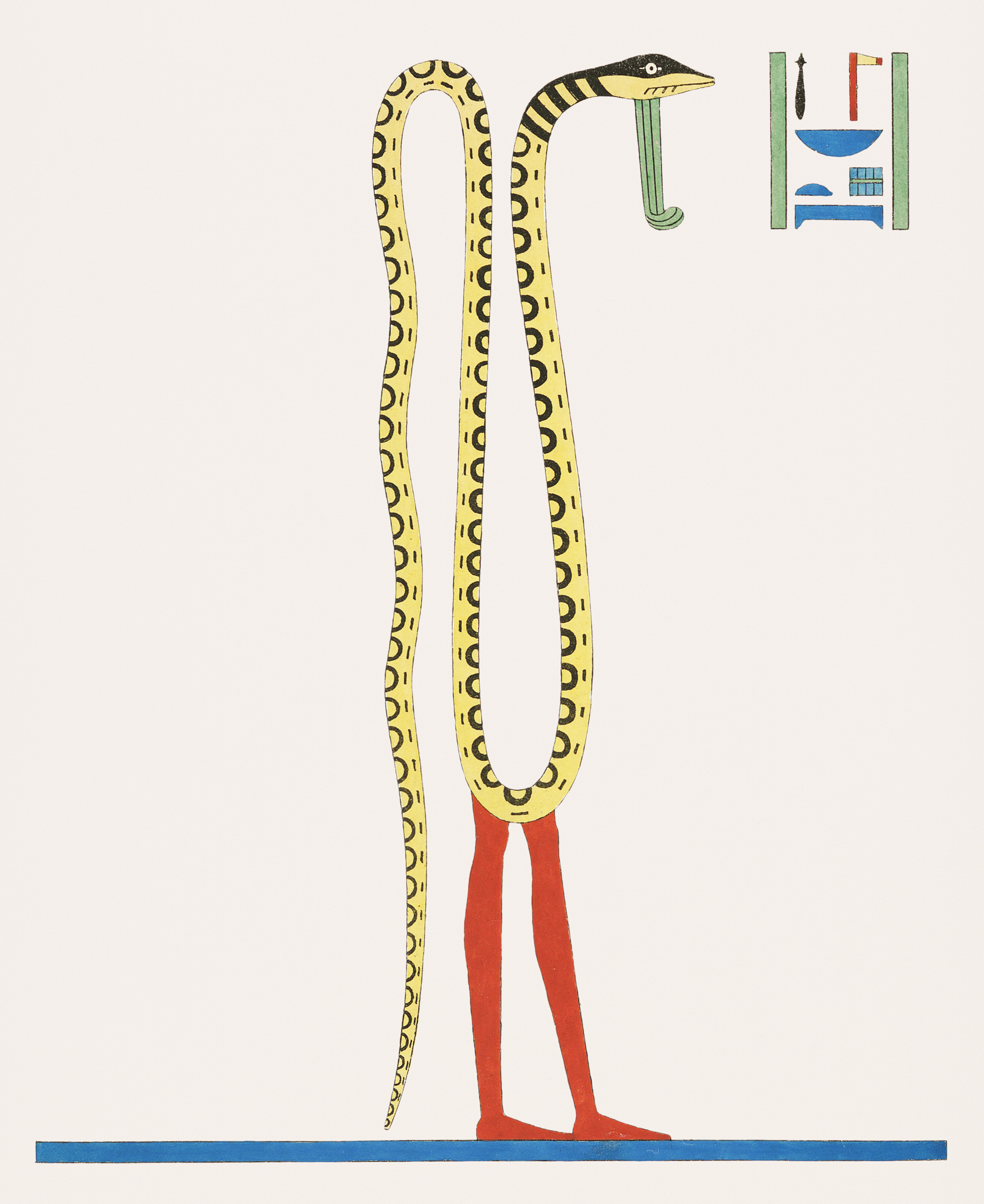
Kneph in Pantheon Egyptien (1823-1825) van Léon-Jean-Joseph Dubois

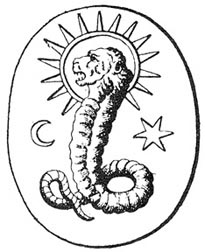
Chnuphis, met een leeuwenhoofd, naar een gnostische gem, in L'antiquité expliquée et représentée en figures van Bernard de Montfaucon

Kneph is een Egyptische god, die in de Oud-Egyptische kunst wordt voorgesteld door een gevleugeld ei, een globe, omgeven door een of meer slangen of Amon in de vorm van de slang Kematef. 
Uit Kneph ontstond de gnostische Chnuphis, met het hoofd van een leeuw en het lichaam van een slang.
In Isis Ontsluierd (1877) stelde de theosoof Blavatsky Kneph of Chnuphis voor als de 'Goddelijke Wijsheid', voorgesteld door een slang, die uit zijn mond een ei voortbrengt, waaruit Ptah tevoorschijn treedt. De theosofie baseerde zich op een veronderstelde "universele wijsheidstraditie".